# Coussarea leptoloba
Coussarea leptoloba là một loài thực vật có hoa trong họ Thiến thảo. Loài này được (Spreng. ex Benth. & Hook.f.) Müll.Arg. mô tả khoa học đầu tiên năm 1875.